# سرود کریسمس (فیلم ۲۰۰۰)
«سرود کریسمس» (انگلیسی: A Christmas Carol (2000 film)) فیلمی تلویزیونی در ژانردرام فانتزی جنایی است که در سال ۲۰۰۰ منتشر شد.